# Al-Hilal SC (Al-Ubayyid)
El Hilal Sports Club El Obeid , ook wel bekend als Al-Hilal Al-Ubayyid, is een Soedanese voetbalclub, gevestigd in  Al-Ubayyid. De in 1931 opgerichte club komt uit in de Premier League en speelt zijn thuiswedstrijden in Al-Ubayyid Stadion. De traditionele uitrusting bestaat uit een blauw en wit tenue.

## Erelijst
- Beker van Soedan
  - Runners-up: 2016